# 安德烈·高兹
安德烈·高兹（法語：André Gorz，法語發音：[ɑ̃dʁe ɡɔʁts]；1923年2月9日—2007年9月22日），法国左翼作家，社会哲学家，记者。

## 生平
1923年出生在维也纳一个犹太家庭，父亲是木材销售，母亲是天主教徒，尽管他父母没有很强烈的国家或宗教情节，但还是被广泛传播的反犹太主义冲击到，使得他父亲1930年改信天主教。第二次世界大战爆发后，他父母送他去了瑞士，躲避德国国防军的搜捕，使得他一度成为无国籍人士直到1954年得到皮埃尔·孟戴斯-弗朗斯的支持加入法国国籍。1945年从瑞士的洛桑联邦理工学院的化学工程毕业。刚开始作为一个瑞士编辑的美国短篇小说翻译，1946年遇见让-保罗·萨特，1949年搬去巴黎先后在几家报社工作，1964年与朋友共同创办新观察家周刊，第二次世界大战后支持让-保罗·萨特用存在主义解释马克思主义。五月风暴学生运动后，更加倾向于生态政治学研究。1960年代，1970年代他是新左翼运动的主要理论家。他的核心思想是雇佣劳动议题，诸如解放工作，分配工作，社会异化和有保障的无条件基本收入等。

## 自杀
2007年和身患重病的妻子Dorine双双注射毒药自杀，因为他们彼此约定谁也不会在另一个人死后苟活。9月24日他们的尸体被朋友发现。2006年出版的他的著作《致D：情史》记录了这一阶段的故事以及他对妻子的爱。